# Todier de Cuba
Todus multicolor
Espèce
Statut de conservation UICN

 LC  : Préoccupation mineure
Le todier de Cuba (Todus multicolor) est une espèce d'oiseau appartenant à la famille des Todidae. Il est endémique de Cuba.